# Påskhälsningen

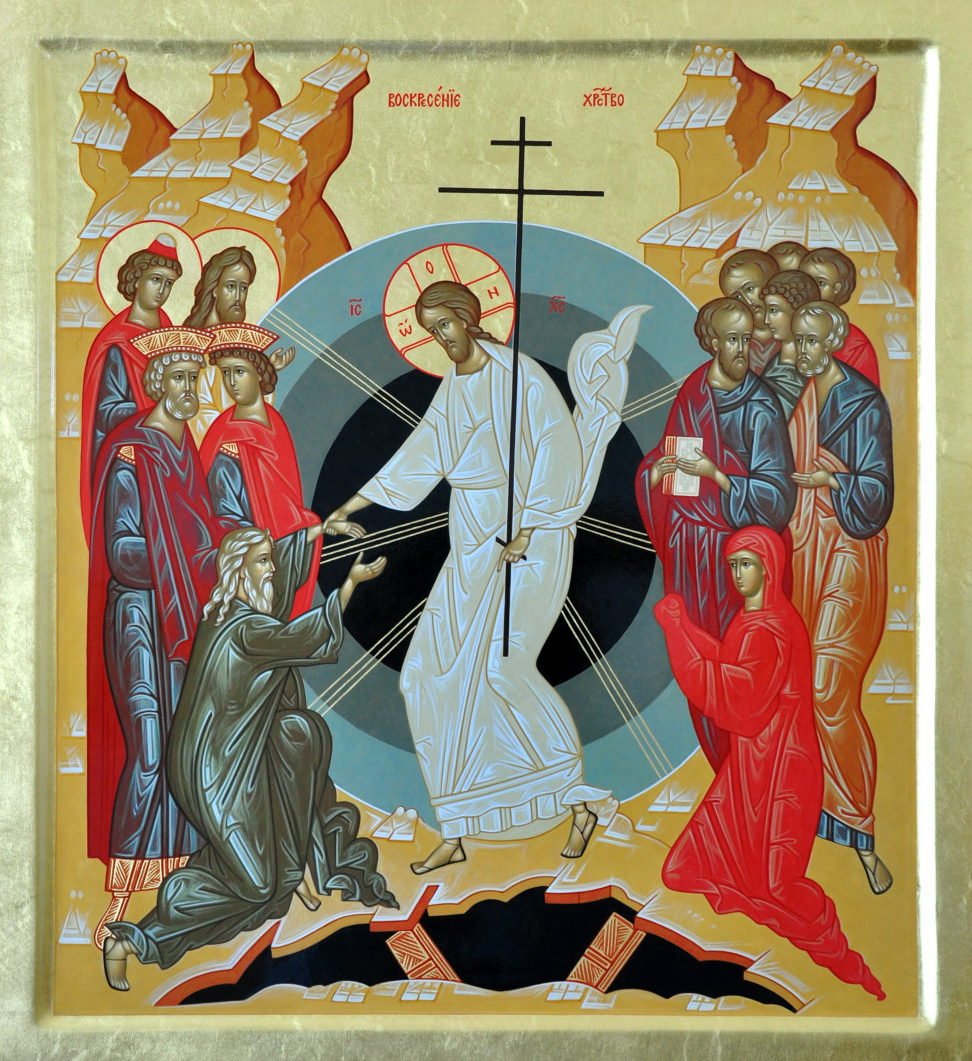
Ikon föreställande Kristi uppståndelse.

Påskhälsningen är en hälsning som förekommer under påsken inom bland annat de östliga ortodoxa kyrkorna.
Hälsningen lyder "Kristus är uppstånden!" och då brukar man svara "Han är sannerligen uppstånden!"

## Språk
Lista över hur påskhälsningen lyder på olika språk (urval):

### Slaviska språk
- Kyrkslaviska: Хрїсто́съ воскре́се! – Вои́стинꙋ воскре́се! (Hristosŭ voskrese! - Voistinu voskrese!)
- Ryska: Христос воскресе! - Воистину воскресе! (Hristos voskrese! - Voistinu voskrese!)
- Serbiska: Христос васкрсе! - Ваистину васкрсе! (latinska: Hristos vaskrse! - Vaistinu vaskrse!)

### Indoeuropeiska språk
- Grekiska: Χριστὸς ἀνέστη! - Ἀληθῶς ἀνέστη! (Hristós anésti! - Alithós anésti!)

### Romanska språk
- Rumänska: Hristos a înviat! - Adevărat a înviat!
- Italienska: Cristo è risorto! - È veramente risorto!
- Spanska: ¡Cristo ha resucitado! - ¡En verdad ha resucitado!
- Franska: Le Christ est ressuscité ! En vérité il est ressuscité !

### Germanska språk
- Engelska: Christ is risen! - Truly, He is risen!
- Norska: Kristus er oppstanden! - Han er sannelig oppstanden!
- Danska: Kristus er opstanden! - Sandelig Han er Opstanden!
- Isländska: Kristur er upprisinn! - Hann er sannarlega upprisinn!
- Tyska: Christus ist auferstanden! - Er ist wahrhaft auferstanden!

### Semitiska språk
- Arabiska: !المسيح قام! - حقا قام (al-Masīḥ qām! - Ḥaqqan qām!)